# The Apprentice – A Trump-sztori
A The Apprentice – A Trump-sztori (eredeti cím: The Apprentice) 2024-ben bemutatott koprodukciós életrajzi filmdráma, amelyet Ali Abbasi rendezett. A főbb szerepekben Sebastian Stan, Jeremy Strong, Martin Donovan, Marija Bakalova és Catherine McNally látható.
A filmet először a 2024-es cannes-i fesztiválon mutatták be 2024. május 20-án. Az Amerikai Egyesült Államokban 2024. október 11-én, Magyarországon 2024. október 24-én mutatták be a mozikban.

## Cselekmény
1973-ban a fiatal Donald Trump – miután randipartnere előtt több tehetős embert is megnevez – találkozik Roy Cohnnal, aki akkoriban hírhedt volt arról, hogy Joseph McCarthy szenátor egykori vezető jogtanácsosa volt. A találkozóra egy New York-i elitklubban kerül sor. Trump elpanaszolja Cohnnak, hogy az amerikai szövetségi kormány vizsgálatot folytat apja, Fred Trump ingatlanvállalata ellen, mivel az állítólag faji alapon diszkriminálta az afroamerikai bérlőket. Cohn felajánlja segítségét. Cohn zsarolással – egy vezető ügyészről készült, kabánafiúval kompromittáló fotók felhasználásával – eléri, hogy az ügyészi hivatal kedvező feltételekkel zárja le az ügyet, annak ellenére, hogy komoly bizonyítékok támasztják alá a diszkriminációt. Trump egyre mélyebben kerül Cohn befolyása alá, és úgy érzi, hogy Cohn jobb mentor számára, mint saját apja. Cohn megtanítja neki, hogyan öltözködjön, hogyan bánjon a médiával, és megosztja vele három alapszabályát: mindig támadj, soha ne ismerd be, ha hibáztál, és mindig hirdesd ki a győzelmet, még akkor is, ha valójában vereséget szenvedtél. Trump részt vesz egy fényűző partin, ahol rajtakapja Cohnt egy orgián, melyen Cohn – akinek homoszexualitása nyílt titok – részt vesz.
Trump a leromlott állapotú Commodore Hotel átalakítását tervezi a Grand Central Terminal közelében, egy új Hyatt szállodává. Cohn kompromittáló hangfelvételek segítségével (amelyeken tisztviselőket zsarol) segít Trumphoz juttatni egy 160 millió dolláros adókedvezményt, ami hatalmas felháborodást kelt a szegényeket képviselő csoportok körében. Trump nem kér apja, Fred beleegyezését, akivel egyre feszült a viszonya. Trump ezután megépíti a fényűző Trump Towert, közben lekicsinyli apja „jelentéktelenebb” sikereit. A média egyre inkább a sikeres üzletember archetípusaként kezdi kezelni őt. Cohn közben a szakszervezetek és a „segélyből élők” ellen kampányol, önmagát az amerikai szellem védelmezőjeként tüntetve fel, miközben támadja a szabályokat, az erkölcsöt és az igazságot. A Reagan-korszakban Trump kijelenti, hogy Amerikának erősebbnek kell lennie, és nem engedheti meg, hogy külföldi nemzetek lenézzék. Trump és Roger Stone lelkesen fogadják Ronald Reagan egyik kampányszlogenjét: „Tegyük újra naggyá Amerikát!”
Donald Trump, Roy Cohn tanácsa ellenére, tovább folytatja ingatlanfejlesztéseit, például az Atlantic City-ben található Trump Taj Mahal kaszinót, ami végül jelentős anyagi veszteségekhez vezet. Közben a családon belül is feszültségek uralkodnak. Fred Trump, az apa, szégyelli legidősebb fiát, Fred Jrt, amiért pilóta lett a TWA légitársaságnál, ezt Fred Sr. „szárnyas buszsofőrnek” tekinti, és nem tartja méltónak a család hírnevéhez. A családi elutasítás és nyomás következtében Fred Jr. alkoholizmusba menekül, karrierje kisiklik, és a Trump család gyakorlatilag elfordul tőle. Fred Jr. végül meghal, ami mélyen megrázza az édesanyát, Mary Anne-t, akit nemcsak fia elvesztése, hanem Donald pénzügyi manipulációi is gyötörnek, utóbbi ugyanis apja demenciáját kihasználva próbálja befolyásolni a családi örökséget, hogy fedezni tudja egyre növekvő adósságait.
Később Donald megismerkedik a cseh származású modell, Ivana Zelníčkovával. Miután egy klub bejáratánál visszautasítják, Trump közbenjárására mégis bejut, és Trump fedezi költségeit. Ezután egészen Aspenig követi, hogy randira hívja, később össze is házasodnak. Ivana fontos szerepet játszik a Trump Organization üzleti sikereiben, de ahogy népszerűsége és elismertsége növekszik, Trump egyre féltékenyebb lesz rá, mivel úgy érzi, felesége elhomályosítja az ő hírnevét. Egy ponton közli is vele, hogy már nem vonzódik hozzá, anélkül, hogy említené a közben folytatott viszonyait. Ivana szemére veti a mellnagyobbító műtétet, amit Trump kérésére vállalt, és kigúnyolja férje túlsúlyát és kopaszságát. Ez a konfliktus szexuális erőszakhoz vezet: Trump megerőszakolja feleségét. Donald időközben amfetamin-függővé válik, hogy kontrollálni tudja testsúlyát. Orvosával – akivel elhízásáról és hajhullásáról is beszél – próbálják leszoktatni a szerről. Eközben Trump ellentmondásos kapcsolatot ápol New York új polgármesterével, Ed Koch-csal is, ami tovább növeli politikai és közéleti feszültségeit.
Miközben Roy Cohn az ügyvédi engedélyének visszavonásával néz szembe, AIDS-et diagnosztizálnak nála, de ezt nyilvánosan tagadja. Szerelme, Russell is megbetegszik, és Cohn megkéri Trumpot, hogy szállásolja el őt a Hyatt szállodában. Trump először beleegyezik, de később, arra hivatkozva, hogy a vendégek panaszkodtak, kilakoltatja Russellt. Amikor Cohn ezt megtudja, nyilvánosan összeveszik Trumppal, „hálátlan szélhámosnak” nevezve őt az utcán. Russell halála után Trump elviszi Cohnt a Mar-a-Lago klubjába, hogy ott ünnepeljék Cohn születésnapját. Trump ajándékba Trump-márkájú gyémánt mandzsettagombokat ad Cohnnak, de vacsora közben Ivana elárulja, hogy a kövek valójában cirkóniából készültek. Amikor megérkezik a torta, Cohn elérzékenyül, könnyeivel küszködve feláll az asztaltól és távozik.
Roy Cohn 1986-ban meghal. Trump ezután átalakuláson megy keresztül: zsírleszíváson és fejbőrcsökkentő műtéten esik át (hogy ritkuló haját javítsa). Találkozik Tony Schwartz íróval, aki a „The Art of the Deal” című önéletrajzának szellemírója lesz. Trump sajátjaként idézi Cohn híres „három szabályát” – mindig támadj, soha ne ismerd el a hibát, és mindig állítsd, hogy győztél, még ha veszítettél is. A film zárójelenetében Trump az Egyesült Államok elnökségéről ábrándozik, a „győztesek genetikai felsőbbrendűségéről” beszél, és saját nagyszerűségét hirdeti, miközben az amerikai zászlót bámulja, amely a New York-i égbolt előtt leng.

## Szereplők
| Szereplő            | Színész           | Magyar hang            |
| ------------------- | ----------------- | ---------------------- |
| Donald Trump        | Sebastian Stan    | Zámbori Soma           |
| Roy Cohn            | Jeremy Strong     | Rajkai Zoltán          |
| Fred Trump          | Martin Donovan    | Kőszegi Ákos           |
| Ivana Trump         | Marija Bakalova   | Laurinyecz Réka        |
| Mary Anne Trump     | Catherine McNally | Bede-Fazekas Annamária |
| Fred Trump Jr.      | Charlie Carrick   | Czető Roland           |
| Russell Eldridge    | Ben Sullivan      |                        |
| Roger Stone         | Mark Rendall      |                        |
| Anthony Salerno     | Joe Pingue        |                        |
| Mike Wallace        | Stuart Hughes     |                        |
| Andy Warhol         | Bruce Beaton      |                        |
| Ed Koch             | Ian D. Clark      | Varga T. József        |
| George Steinbrenner | Jason Blicker     |                        |
| Rupert Murdoch      | Tom Barnett       |                        |

### Magyar változat
- Bemondó: Abaházi Csaba
- Magyar szöveg: Borsi Bálint
- Hangmérnök és szinkronrendező: Kelemen Tamás
- Rendezőasszisztens: Fazekas Eszter
- Vágó: Orosz Dávid
- Gyártásvezető: Molnár Melinda
- Produkciós vezető: Kovács Anita

A szinkront a Dream Voice Stúdió készítette.

## A film készítése
A film hivatalosan 2018 májusában került bejelentésre. A forgatókönyvet Gabriel Sherman írta, aki újságíróként tudósított Donald Trump 2016-os elnökválasztási kampányáról. Sherman elmondta, hogy az volt a célja, hogy elmesélje Trump „eredettörténetét”, miután olyan emberekkel beszélgetett, akik az 1980-as évektől kezdve dolgoztak Trumpnak. Ezekből a beszélgetésekből derült ki számára, milyen mély hatással volt Trumpra Roy Cohn, és hogyan alkalmazta Trump Cohn stratégiáit a 2016-os kampányban is. 2022-ben jelentették be, hogy Sebastian Stan alakítja Donald Trumpot a filmben. A színész a szerepre való felkészülés során rengeteget hallgatta a fiatal Trump hangját felvételeken, miközben napi tevékenységeit végezte, és még azt is gyakorolta, hogyan mozog Trump szája beszéd közben. Stan elmondása szerint gyerekkora óta tehetsége van az emberek utánzásához. A szerep kapcsán sokat gondolt arra is, milyen volt számára az „amerikai álom”, amikor édesanyjával Romániából az Egyesült Államokba költöztek, és először látta New York városának felhőkarcolóit.
2023 októberében megerősítették, hogy Ali Abbasi csatlakozott a filmhez rendezőként, és kezdetben társszerzőként is emlegették. Később azonban hivatalosan is megerősítették, hogy a forgatókönyv egyetlen írója Gabriel Sherman maradt. Abbasi elmondása szerint a producerek a forgatókönyvet több neves rendezőnek is megmutatták – köztük Paul Thomas Andersonnak és Clint Eastwoodnak – de ők elutasították a projektet, mert „üzleti kockázatnak” tartották. A forgatásokra készülve Sebastian Stan szándékosan hízott, például mogyoróvajas-lekváros szendvicseket és Coca-Colát fogyasztott. Amikor a film gyártása átmenetileg felfüggesztésre került, Stan elkezdett izmosodni, hogy ismét eljátszhassa Bucky Barnes szerepét a Marvel-moziuniverzum Mennydörgők* című filmjében. Azonban, mivel ezt a produkciót is leállították a 2023-as SAG-AFTRA sztrájk miatt, vissza kellett váltania Trump szerepére. A film forgatása 2023 novemberében kezdődött Torontoban, és ekkor jelentették be hivatalosan, hogy Sebastian Stan, Jeremy Strong és Marija Bakalova játsszák a főszerepeket. A forgatás 2024. január 28-án ért véget. Februárban pedig bejelentették, hogy Martin Donovan is csatlakozott a szereplőgárdához, Fred Trump szerepében. A film kanadai, dán, ír és amerikai koprodukcióban készült.